# Inlands Södre härad
Inlands Södre härad var ett härad i södra Bohuslän i Göteborgs och Bohus län som idag motsvarar större delen av Kungälvs kommun.  Häradets areal uppgick 1889 till 51 589 tunnland. Tinget låg i Kungälv, formellt alltså utanför häradet, eftersom Kungälv var en stad. Detta tingsställe användes till och med 1954.

## Namnet
Inland är en benämning för området häradet ingår i finns nedskrivet första gången 1485 (Indland, Jnland, aff alt Jnlandit) tros ha uppkommit som motsats till det äldre Utlanden. (Se vidare Inland (Bohuslän).)

## Socknar
Häradet bestod av följande sex socknar:
- Harestads socken,
- Kareby socken,
- Lycke socken,
- Romelanda socken,
- Torsby socken,
- Ytterby socken

Kungälvs stad hade egen jurisdiktion, rådhusrätt, till 1928 då den uppgick i detta härads jurisdiktion, dock från 1955 till 1970 i Hisings, Sävedals och Kungälvs tingslag.
Marstrands stad hade egen jurisdiktion, rådhusrätt, till 1935 då den uppgick i detta härads jurisdiktion, dock från 1955 till 1970 Hisings, Sävedals och Kungälvs tingslag.

## Geografi
Häradet omfattar ett område mellan Västerhavet i väster, Göta älv i öster och Nordre älv i söder. I väster går gränsen mellan Kattegatt och Skagerrak vid Pater Noster-skären vid norra häradsgränsen.
Häradet domineras i huvudsak i mitten och större delen av området av gammal jordbruksbygd med en del mindre kullar och med inslag av bokskog. I nordost börjar vildmarksområdet och naturreservatet Svartedalen, som sedan fortsätter norrut. I väster finns en skärgård med småöar och skär.
Sätesgårdar var Kastellegården (Ytterby socken), Mariebergs säteri (Ytterby), Trankärrs säteri (Ytterby), Tofta herrgård (Lycke) och Lysegården (Romelanda).
Gästgiverier fanns i Östra Röd (Harestad), Tjuvkilshuvud (Lycke) och Hede (Romelanda).

## Historia
Häradet var under medeltiden en skeppsreda, som kallades Faxehärads skeppsreda.
Före freden i Roskilde 1658 var namnet på bygden Faxe härad och "härad" har här bibetydelsen bygd, eftersom Bohuslän inte var indelat i härader utan i skeppsredor, en medeltida bohuslänsk motsvarighet till härad. Häradet kallades alltså Faxehärads skeppsreda
(1413: j Foxahereth Skipredho "i Faxehärads skeppsreda").
Faxe är en fornnordisk synonym för häst, syftande på den fransiga manen och manken på en häst (i västgötska förekommer även faxer, dialektalt för fransar, men också för utsmyckningar, liksom konster och krumbukter). Det har framförts att namnet på skeppsredan (norska skipreido) skulle kunna syfta på hästuppfödning, men det anses mer troligt att det som åsyftas är höjden Faxen mellan Rishammar och Röd i Kareby, som kan ha varit en tidig samlingsplats. I andra ortnamn har öar och kullar med granskog och liknande nämligen liknats vid en hästman. Det gäller till exempel ortnamnet Faxeholm.

## Län, fögderier, domsagor, tingslag och tingsrätter
Häradet hör sedan 1998 till Västra Götalands län, innan dess från 1680 till Göteborgs och Bohus län, före 1700 benämnd Bohus län. Kyrkligt tillhör församlingarna Göteborgs stift
Häradets socknar hörde till följande fögderier:
- 1686-1966 Inlands fögderi
- 1967-1990 Kungälvs fögderi

Häradets socknar tillhörde följande domsagor, tingslag och tingsrätter:
- Inlands Södre tingslag i
  - 1681-1683 Inlands Södre, Inlands Nordre, Inlands Torpe och Inlands Fräkne häraders domsaga
  - 1684-1685 Inlands Södre, Inlands Torpe och Västra Hisings häraders domsaga
  - 1686-1856 Askims, Östra Hisings, Västra Hisings, Inlands Södre och Torpe häraders domsaga
  - 1857-1927 Inlands domsaga (Inlands Södre, Inlands Nordre, Inlands Torpe och Inlands Fräkne härader)
- 1928-1947 Inlands södra tingslag i Inlands domsaga, också inkluderande Kungälvs stad och Västerlanda socken
- 1948-1954 Inlands tingslag i Inlands domsaga
- 1955-1970 Orusts, Tjörns och Inlands tingslag i Orusts, Tjörns och Inlands domsaga
- 1955-1970 Hisings, Sävedals och Kungälvs tingslag i Hisings, Sävedals och Kungälvs domsaga för Romelanda, Ytterby och Hermansby landskommuner samt Kungälvs stad

- 1971-2006 Stenungsunds tingsrätt och dess domsaga
- 2006-2009 Mölndals tingsrätt och dess domsaga
- 2009- Göteborgs tingsrätt och dess domsaga